# یابوساآ، پورتوریکو
یابوساآ (به انگلیسی: Yabucoa) یک منطقهٔ مسکونی در ایالات متحده آمریکا است که در پورتوریکو واقع شده‌است.
 یابوساآ ۲۱۵٫۶۵ کیلومتر مربع مساحت و ۳۷٬۹۴۱ نفر جمعیت دارد.